# Mirela Corjeauțanu
Mirela Corjeauțanu (ur. 6 lipca 1977 w Baia Mare w Rumunii) – rumuńska siatkarka, grająca jako przyjmująca. Obecnie występuje w drużynie Dinamo Bukareszt.

## Kluby
| Klub                             | Kraj | Od        | Do        |
| Rapid Bukareszt                  |      | 1994–1995 | 2000–2001 |
| Futura Volley Busto Arsizio      |      | 2001–2002 | 2002–2003 |
| Club Voleibol Playas de Benidorm |      | 2003–2004 | 2003–2004 |
| Sassuolo Volley                  |      | 2004–2005 | 2004–2005 |
| Volley Club Padova               |      | 2005–2006 | 2005–2006 |
| Virtus Roma                      |      | 2006–2007 | 2006–2007 |
| Volleyball Santa Croce           |      | 2008–2008 | 2008–2008 |
| Dinamo-Jantar Kaliningrad        |      | 2008–2009 | 2008–2009 |
| Aprilia Volley                   |      | 2009–2010 | 2009–2010 |
| RDM Pomezia Roma                 |      | 2010–2011 | 2010–2011 |
| Volleyball Santa Croce           |      | 2011–2012 | 2011–2012 |
| Dinamo Bukareszt                 |      | 2012–2013 | ...       |

## Sukcesy

### Mistrzostwa Rumunii
- 1995, 1996, 1999, 2000, 2001
- 2013